# 兴盛街道 (七台河市)
兴盛街道是中华人民共和国黑龙江省七台河市新兴区下辖的一个街道办事处。

## 行政区划
兴盛街道下辖以下村级行政区划单位：
兴业社区、兴城社区。